# Бизу (Горњи Пиринеји)
Бизу (фр. Bizous) насеље је и општина у јужној Француској у региону Миди Пирене, у департману Горњи Пиринеји која припада префектури Бањер де Бигор.
По подацима из 2011. године у општини је живело 100 становника, а густина насељености је износила 31,45 становника/km². Општина се простире на површини од 3,18 km². Налази се на средњој надморској висини од 495 метара (максималној 668 m, а минималној 479 m).

## Демографија
| 1962. | 1968. | 1975. | 1982. | 1990. | 1999. | 2011. |
| ----- | ----- | ----- | ----- | ----- | ----- | ----- |
| 116   | 139   | 141   | 115   | 121   | 96    | 100   |

График промене броја становника у току последњих година